# Mirco Ravanne
 (octobre 2018).
Mirco Ravanne, né le 11 septembre 1928 à Venise et mort le 7 avril 1991 à Venise, est un architecte et plasticien italien, actif en Suisse, en France et en Italie depuis les années 1950 jusqu'à sa mort.

## Biographie
Mirco Ravanne commence sa formation à 17 ans, en Italie, auprès du peintre Giuseppe Zennaro, à Venise. Après une maturité artistique, il fréquente les cours de la faculté d'Architecture de l'Université de Florence, tout en travaillant de façon ponctuelle dans divers bureaux d'architectes ou ingénieurs. Il s'installe ensuite à Paris, dès 1954, en fréquentant les cours de l'atelier d'Architecture de l’École des Beaux-Arts (auprès d'Otello Zavaroni). À cette même époque, il travaille auprès de l'atelier Breuer-Nervi-Zehrfuss sur le projet du palais de l'UNESCO, ainsi que  dans l'atelier Jean Prouvé, pour collaborer au prototype de la des Jours Meilleurs, pour l'abbé Pierre, pour lequel il conçoit le bloc sanitaire central.
Pendant cette période parisienne, Mirco Ravanne noue des contacts avec plusieurs architectes de sa génération, et participe à un groupe de réflexion avec Wolf Roitman, Alejandro Jodorowsky, Piotr Kowalski et Daniel Chenut, à propos des liens entre l'architecture et le social.
Il s'établit alors à Sion, en Suisse, où il obtient le diplôme de fin d'études de la section d'architecture de l’École des beaux-arts de Sion, après avoir suivi les cours d'Alberto Sartoris. Entre 1956 et 1958, il est mandaté par Hachette pour projeter leur pavillon pour l'Exposition universelle de 1958. Ce projet a été réalisé, mais par Neil Hutchinson, qui apportera de nombreuses modifications au projet, notamment au niveau de la couverture.
Dès 1962, il peut développer et mettre en pratique sa réflexion sur l'intervention architecturale sur l'ancien, avec le projet d'agrandissement du Couvent des Capucins de Sion (1962-1968): « En fait, d'après les renseignements que nous avons pu recueillir, les structures anciennes du couvent appartenaient non seulement à la réalité franciscaine, mais aussi - et pas seulement dans la réalité physique - au caractère spécifique de la ville de Sion / le sens même de notre intervention possible. »
Les premiers bâtiments du Couvent datent du XVIIe siècle, et avaient été modifiés à plusieurs reprises. Son intervention stylistiquement radicale est conçue à partir d'une grille précise de lecture de l'existant, et réussit à créer un ensemble cohérent et harmonieux de l'ensemble d'édifices hétérogènes,,.
Mirco Ravanne délègue la réalisation de certaines œuvres (vitraux, objets de mobilier) à deux plasticiens : Kengiro Azuma, et Antoni Tàpies, Alberto Burri, Manfredo Massironi (it), Angel Duarte.
Il réalise pour le Couvent plusieurs pièces de mobilier, et cette activité va continuer à l'occuper pendant les années qui suivent ce chantier; il réalisera dès cette époque également plusieurs sculptures, découlant de la même réflexion sur l'espace.
Après une collaboration de deux ans avec Heidi et Peter Wenger, Mirco Ravanne réalise la transformation en habitation d'une ancienne cascina, dans la province de Pavie (1970-1978).
Après avoir déménagé à Milan, en 1973, puis à Venise quelques années après, l'architecte reçoit le mandat de la transformation et agrandissement d'une chapelle à Amer, en Espagne, San Marçal del Colomer. Cette réalisation aurait dû être le premier d'une série de projets pour la création d'un centre hôtelier, mais le reste de ce projet ne sera jamais réalisé.
Il meurt à Venise le 7 avril 1991.

## Le cube non-cube
Il développe pendant ces années une méthode de projet basée sur sa recherche spatiale, à partir d'arguments géométriques et des concepts de cube et non-cube. Plusieurs projets de maisons privées découlent directement de cette réflexion, autour des années 1970-1971 (Maisons Azuma, Stern, Fanti, Aymon), mais aucune ne sera réalisée.
Mirco Ravanne utilise une notation graphique qui lui est particulière, en résonance avec ses théories à propos de l'idée d'espace, le cube. N'étant qu'espace, celui-ci peut se développer, en expansion, se modules, se multiplier, en structurant ainsi l'espace à vivre. Le lien entre cet espace archétypal et le réel déterminent série d'outils conceptuels composant sa méthode de conception.